# Trolleybus d'Eberswalde
Le trolleybus d'Eberswalde est un réseau de trolleybus qui dessert l'agglomération allemande de Eberswalde. C'est l'une des trois villes allemandes, avec Esslingen am Neckar et Solingen, à être actuellement dotée d'un tel réseau.

## Réseau actuel

### Aperçu général
Le réseau actuel compte deux lignes.
| Ligne | Itinéraire                                         | Durée du trajet (en minutes) | Nombre d'arrêts |
| ----- | -------------------------------------------------- | ---------------------------- | --------------- |
| 861   | Nordend - Kleiner Stern                            | 23                           | 18              |
| 862   | Ostend - Brandenburgisches Viertel - Kleiner Stern | 30                           | 21              |

### Matériel roulant
Depuis 2010, le réseau utilise 12 Solaris Trollino 18.